# La Luna (banda)
La Luna es una banda de Indonesia que se fundó en Bandung, Java Occidental, el 2 de enero de 2000. Este grupo fue fundado por Manik (voz), Uti (guitarra), Boyan (batería), y Erwin (bajo). En el 2000, el álbum debut de La Luna dio lugar a la historia antigua con un solo fragmento bajo el mismo título [2].
En 2002 La Luna lanzó un nuevo álbum titulado "Dua Musim". Sigue siendo el mismo con su primer álbum que fue lanzado hace dos años. Hasta la fecha han generado seis discos, incluyendo un reenvasado en el tercer álbum titulado "Menanti Pagi", seguido por el álbum The Best Flashback.

## Discografía
- Penggalan Kisah Lama (2000)
- Dua Musim (2002)
- Menanti Pagi (2003)
- Repackaged Menanti Pagi (2004)
- Indah Pada Waktunya (2005)
- Kilas Balik (2008)